# Інґамай Бюлунд
Інґамай Бюлунд (швед. Ingamay Bylund, 25 вересня 1947) — шведська вершниця.
Бронзова призерка Олімпійських Ігор 1984 року в командній виїздці.